# Paraphysocythere
Paraphysocythere is een geslacht van uitgestorven kreeftachtigen uit de klasse van de Ostracoda (mosselkreeftjes).

## Soorten
- Paraphysocythere riedeli Swain, 1973 †
- Paraphysocythere senegalensis (Apostolescu, 1963) Babinot, 1988 †
- Paraphysocythere thompsoni Dingle, 1969 †